# Bangkok Dangerous (2008)
Bangkok Dangerous is een actiefilm uit 2008, geschreven en geregisseerd door de broers Oxide Pang Chun en Danny Pang. De film is een remake van de gelijknamige Thaise film uit 1999, de debuutfilm van de broers Pang.

## Verhaal
Huurmoordenaar Joe (Nicolas Cage) gaat een maand lang naar Bangkok vanwege een opdracht waarvoor hij vier personen om moet brengen. Hij huurt ter plekke zakkenroller Kong (Shahkrit Yamnarm) in om hem te helpen. Joe ontmoet vervolgens in een apotheek de bijzondere doofstomme vrouw Fon (Charlie Yeung) waardoor hij een van zijn eigen vier elementaire regels overtreedt: bemoei je nooit met mensen die niets met de opdracht te maken hebben. Joe krijgt steeds meer waardering voor de streek en de lokale bevolking. Hierdoor komt hij voor het eerst in zijn leven in gewetensnood wanneer een van zijn doelwitten een door het volk geliefde politicus blijkt te zijn.

## Trivia
- De huurmoordenaar in het Thaise origineel is doof, zodat hij zijn eigen geweerschoten en het gegil van zijn slachtoffers niet hoort, in tegenstelling tot de door Cage gespeelde Joe in de remake.
- De namen Kong, Fon en Aom worden ook gebruikt in het origineel. Kong is daarin echter de naam van de huurmoordenaar zelf.

## Rolverdeling
| Acteur               | Personage |
| -------------------- | --------- |
| Nicolas Cage         | Joe       |
| Shahkrit Yamnarm     | Kong      |
| Charlie Yeung        | Fon       |
| Panward Hemmanee     | Aom       |
| Nirattisai Kaljaruek | Surat     |
| Dom Hetrakul         | Aran      |